# Carsten Reinhold Schulz
Carsten Reinhold Schulz (* 1963 in Mönchengladbach) ist ein deutscher Künstler (Konzepte, Aktionen, Musik) und Autor.

## Leben
Carsten Reinhold Schulz wuchs in Frankreich und den Niederlanden auf. Er studierte Kunst an der von Joseph Beuys und Johannes Stüttgen gegründeten anthroposophisch orientierten Free International University, F.I.U. in Hamburg (bei Wolfgang Genoux und Günther Lierschof).
Schulz orientiert sich seit 1989, neben seinem zeichnerischen und fotografischen Œuvre, an den Rollen und Funktionen des Künstlers. In seiner an kultureller Gleichberechtigung und Teilhabe ausgerichteten Arbeit hält er die gesellschaftliche Rolle des Künstlers für eng verwoben mit relevanten Bildfindungen. Sein Werk entwickelt und diskutiert, unter anderem, über künstlerisch-soziale Rollenspiele auch politische und soziale Veränderungsabsichten. Er plädiert seit Beginn der 2000er Jahre wegen des von ihm attestierten, fehlenden gesellschaftlich relevanten Diskurses über Kunst für eine Aufarbeitung der erkennbaren und für die Entwicklung einer sozialen Kunst erforderlichen Spaltung des Kunstbegriffs.
Schulz ist Initiator und Gründungsmitglied des 2011 gegründeten ersten Vereins für Outsider-Kunst und kulturelle Gleichberechtigung Jason Ro für Kunst und Teilhabe e.V. in Düsseldorf.
2006 hat er mit seinem Musik und Literaturprojekt „Das zweite Feld“ die ersten Live-Kombinationen von Dichtung, Film, Musik und Performance auf der Bühne durchgeführt. Er gilt als der eigentliche Erfinder der Lese-Show.
Seit 1989 entwickelt Schulz eine solitäre Ritz- und Farbtechnik auf Papier weiter, für die er den Begriff der Rigolage geprägt hat. Schulz ist ebenso Produzent von Hörbüchern und hat im Rahmen der Beschäftigung mit der gesellschaftlichen Rolle des Mannes, im Jahr 2000 das erste Hörbuch für Väter und Kinder mit dem Titel „Papadada“ (Vertrieb Audiopool Berlin).

## Ausstellungen, Projekte (Auswahl)
- 2023 interpoetry'23[2] Forum, Düsseldorf. Konzept und künstlerische Leitung für vier künstlerische Foren zwischen Literatur und bildender Kunst für 35 Autoren. Voice Artists, Lesungen, Vortrag, Kurztheater, digital generierte Lyrik, Poesifilme, Deep-sound Installationen, Kabarett, Sprach-Performance, Improvisationen, u. a. mit Christoph Seeger Zurmühlen, Martin Baltscheit, Miedya Mahmod, Mushin Omurca, Samir Kandil, Marlon Bösherz, Bettina Wenzel, Katharina Mayer u.v.a Termine: 28.4., 30.6., 29.9., 27.10.2023 Düsseldorf-Oberbilk und Kunstverein Kunst und Haltung e. V.
- 2023 The Assembly – Eine Versammlung von Frauen, NRW-Fotoprojekt, in Kooperation mit J. L. Martinez, Konzeptkunst mit Portraitaufnahmen zum Themenfeld der Gleichberechtigung mit Ideen Judith Butlers, mit NRW-Ministerin Silke Gorißen, Sterne-Köchin Julia Komp, Fußballtrainerin Martina Voss-Tecklenburg, WDR Studioleiterin und Journalistin Georgine Kellermann, DHL-Vorstand Sabine Müller, Anahita Thoms, Juristin und Young Leaders Davos, Frau Claudia Hillenherms, Vorstand NRW Bank, u. v. a. Düsseldorf, Ausstellung im November 2023, Kunst und Haltung, Düsseldorf Oberkassel
- 2022 Plädoyer für eine Umdefinition des Kunstbegriffs zu revolutionären Zwecken Streitschrift[3]. Mit Lyrik, Fotografie und Bildern. ISBN 978-3-9824629-1-2
- 2022 Pelletier Djandoubi[4], Gründung und Konzerte, drums accompaniment mit dem Bandprojekt, mit Shunsuke Oshio, ext. guitar, Matthias Kaiser ext. violin, Torsten G. Mauss, ext. guitar. und Kai Winter, sax
- 2021 Schulz singt Gaensheimer, gesungene Texte und kuratorische Statements von Susanne Gaensheimer, Judith Butler, Christine Macel, Massimiliano Gioni, Hans Ulrich Obrist, Okwui Enwezor, Harald Szeemann, Ruangrupa, in progress, Audio-CD ab Dezember 2021, ISBN 978-3-9820680-8-4
- 2021 to beuys diesel motive, Ausstellung, Konzert und poetische Vorlesungen, im Programm von Beuys 2021, mit TG Mauss, Wolfgang Spanier, Silvia Fuchs, Stefan Linberg, Reimund Jonen, Kunstraum / Galerie The Box, Projektdauer 5. 2021-'22
- 2020 Carsten Reinhold Schulz und Das zweite Feld, Die Bibliothek der Streichungen. Stücke für Schlagwerk, Kontrabass und Gitarrensynthesizer. MHKBG, Ministerium für Heimat, Kommunales, Bau und Gleichstellung, NRW, als musikalischer Beitrag der Ausstellung Leichtes Gepäck
- 2019 100 Jahre Lawrence Ferlinghetti und die Beat Generation, Kurator, einzige Kunstausstellung in Deutschland zum 100ten Geburtstags des Verlegers, Künstlers und Dichters Lawrence Ferlinghetti.[5]
- 2015–2018 P.N.I. Kulturbahnhof-Gerresheim, Leitung und Kurator. Eine künstlerische Intervention in Bereiche der kultureller Gleichberechtigung, Teilhabe und Stadtteilförderung. Entwicklung neuer, unabhängiger Finanzierungsmodelle und inklusiver Kooperationen in denkmalgeschützter Umgebung eines der ältesten Bahnhöfe Deutschlands (andauernd seit April 2015),[6] Bahnhof Düsseldorf-Gerresheim
- 2014 Siegertreppchen, Kunstprojekt zur Inklusion im Rahmen des offiziellen kulturellen Rahmenprogramms der Stadt Düsseldorf für die Special Olympics 2014, in Kooperation mit Jason Rø e.V., div. Outsider-Ateliers und der WfaA
- 2014 Dieser Künstler möchte Ihnen vermutlich sagen, Filmbeitrag und Listenzeichnungen zu den Duisburger Akzente 2014 im Rahmen der Ausstellung Auf Pump, Katalog
- 2013 Art Beats Brut, Kulturbahnhof Gerresheim, Düsseldorf[7]
- 2009 new decontemporary, Medienforum,[8] Weltkulturerbe Zeche Zollverein, Essen
- 2008 Kunstverein Malkasten,[9] Düsseldorf
- 2007 Inventing Viktor Grray, Galerie Viktor Grray, Düsseldorf
- 2005 Auswahl WP8, Tease Art Fair, Köln
- 2001 Kunst in Netzwerken, Kunsthalle Baden-Baden
- 1997 Die Culturwert:Sammlung, Museum für Volk und Wirtschaft (jetzt NRW Forum)
- 1996 Aktion Schultafeln, Museum Kunstpalast, Düsseldorf
- 1994 Culturwert:Sammlung, in Kooperation mit den Goethe-Instituten Brüssel, Brasilia, Lissabon, Moskau, New York, Oslo und Sao Paulo

## Publikationen als Autor, Initiator und Herausgeber
- Diesseits und jenseits der Off-Szene-Künstlerportraits aus Düsseldorf 2020, gemeinnütziges Fotoprojekt zur Förderung freier Kunsträume und unabhängiger Kunstvereine in Düsseldorf, mit einem Vorwort des Künstlers, ISBN 978-3-9820680-3-9
- Katalog, Carsten Reinhold Schulz 1989–2020, Rollen, Bilder, Interventionen, ISBN 978-3-9820680-7-7
- Die Spaltung der Kunst, 2014, Taschenbuch. Thesen, Texte und Kunstprojekte Carsten Reinhold Schulz zur Rolle und der sozialen Verantwortlichkeit von Künstlern, ISBN 978-3-9807699-9-0.
- Mich macht was Kunst macht. 2013, Film 42:00 min., Chancen und Probleme der Outsider Kunst, 2x2 Forum Alexianer-Kunsthalle Münster, Referenzfilm des Ordenswerke des Deutschen Ordens, Weyarn, Film und Musik: Carsten Reinhold Schulz / Sprecher: Dieter Brandecker
- Der Künstler als Kritiker. 2011, Taschenbuch, 100 Texte aus dem gleichnamigen Kunst- und Blogprojekt, Autor: Carsten Reinhold Schulz, Vorwort: Frederike-Alna Fuchs, ISBN 978-3-9807699-7-6.
- Der Kulturwert. 100 Künstler über ihre Rolle und Funktion in der Gesellschaft. Init. /Hrsg., Buch zum Kunstprojekt „CULTURWERT:SAMMLUNG“, VWF Berlin, Verlag für Wissenschaft und Forschung, ISBN 3-89700-123-3.
- Der Kulturwert, Radiosendung und Hörstück (CD), Sprecher: Axel Grube, Tatjana Pasztor, u. a. CD, Edition
- Carsten Reinhold Schulz, „Taped World Stream Pilot“, Katalog, NUDE CONTEMPORARY Kulturproduktion und Verlag, Düsseldorf 2009, ISBN 978-3-9807699-5-2.
- „Papadada“ 2000 „dizzy ... Verlag“, Düsseldorf, ISBN 978-3-9807699-1-4. Vertrieb Audiopool, Berlin
- „Elvis, Jesus, Dieter Bohlen und Du.“, CD, Reflexionen zum Medien- und Starkult, 2001„dizzy ... Verlag“, ISBN 978-3-9807699-0-7.
- „Unterhaltung für Deutschland“, Bildende Künstler als Hörbuch-Autoren, Audio-CD, 2002 „dizzy ... Verlag“, mit Martin Baltscheit, Arnold Schalks, u. a., ISBN 978-3-9807699-2-1.
- „Laabs Kowalski“, Short Stories des Autors, Audio-CD Hörbuch 2003„dizzy ... Verlag“, ISBN 978-3-9807699-3-8.
- „Alte Artistinnen“, CD Hörbuch, 2003 „dizzy ... Verlag“, ISBN 978-3-9807699-4-5.
- „Kindervater“ (als Hrsg.) Drum and Bass Kinderlieder, 2004, „dizzy ...Verlag“ Düsseldorf
- „Arbeitslosenlieder“, Musik zu Texten aus Arbeitslosenforen des Internet, 2004 „dizzy ... Verlag“, Edition
- „Vom Primaten zum Systematen.“ Audio-Kunst für Telefonanlagen. CD/Text/Katalog, Bechtle-Haus, Solingen
- „REC – HardcoreHomeRecordings“, CD, 2002 „dizzy ... Verlag“, Edition
- „Der Weltkrieg im Freibad“ CD, 2005, Hörstück nach den Kriegstagebüchern von Reinhold Schulz und Herrmann Frerichs.
- „Dankeschön, Amerika“, Downloadsong während des Irak-Krieges für die Homepage der JungSozialisten JuSo, Deutschland.
- „Die schwarze Hand greift nach Deutschland“, kontraproduktive Wahlkampflieder für die SPD (für MdB Kortmann), Bundestagswahlkampf, (Wilhelm-Dröscher-Preis) mit S. Dörries
- GALPORT, Kunst Magazin. 1272009, Galerien im Fokus. Herausgeber und Autor.
- Kuratierende Texte, Einführungen, Ansprachen und Kritiken für verschiedene Künstler, u. a.
- „Der Begriff der Verantwortung bei Chris Reinecke und Katerina Kuznetcova“, (zur kuratierten Ausstellung und weltweiten Erstpräsentation neuer Arbeiten von Chris Reinecke)
- „Zur Fotografie von Robert Pufleb“ (Katalogbeitrag und Rede zur ersten Einzelausstellung des Künstlers durch Carsten Reinhold Schulz)
- „Russische Künstler und die europäische Kulturperspektive“ (Rede zur Ausstellung)